# Всероссийская олимпиада школьников по русскому языку
Всеросси́йская олимпиа́да шко́льников по ру́сскому языку́ — ежегодная предметная олимпиада, заключительный этап которой предполагает участие учащихся 9—11 классов. Является частью системы всероссийских олимпиад школьников.
Заключительный этап состязания проводится с 1996 года и зачастую проходит в старинных русских городах. Победители и призёры этого этапа получают возможность поступить в профильные вузы без вступительных испытаний.

## Задачи олимпиады
В процессе работы над концепцией заключительного этапа олимпиады у авторов выработалось представление о целях её проведения, позже сформулированное Л. И. Скворцовым следующим образом:

…Это не должна быть «большая контрольная работа» по русскому языку. <…> Ведь после… предварительных отборов к нам приедут по-настоящему грамотные, начитанные и талантливые, творческие ребята. Вот тут и будем искать «гвоздь» и смысл нашего финального этапа. Суть не в знании школьной программы по русскому языку «от и до», не в зазубренных механически «правилах и исключениях», а в лингвистической одарённости подростка, в его свободном владении родным словом, в умении выразить свою любовь к его смысловым и художественным богатствам. Короче, будем искать и поддерживать новых Шахматовых, Буслаевых, Виноградовых, Дашковых и Ахматовых.

На церемонии открытия заключительного этапа X олимпиады в Орле Л. И. Скворцов кратко описал задачи соревнования:

Задача олимпиады — пробудить и поддержать творческую инициативу детей. Они по-настоящему приобщаются к богатствам русского языка, к пониманию того, что это является душой народа, стержнем нации.

Регламент проведения заключительного этапа всероссийской олимпиады школьников по русскому языку в 2009 году закрепляет в качестве целей и задач олимпиады воспитание у учащихся любви к русскому языку, пробуждение интереса к его исследованию, выявление лингвистически одарённых школьников.

## История олимпиады
Олимпиада проводится с 1996 года. С тех пор состоялись следующие олимпиады:
| №     | Дата              | Место            | Примечания |
| ----- | ----------------- | ---------------- | --- |
| I     | 1996              | Курск            | |
| II    | 1997              | Орёл             | |
| III   | 1998              | Тула             | |
| IV    | 1999              | Псков            | Была посвящена 200-летию со дня рождения А. С. Пушкина. |
| V     | 2000              | Смоленск         | |
| VI    | 16—22 апреля 2001 | Рязань           | Участие в соревновании приняли 178 учащихся из 64 регионов России. В честь 200-летия со дня рождения В. И. Даля многие задания олимпиады были связаны с трудами филолога, а участники, продемонстрировавшие наилучшие познания в его биографии и деятельности, награждались специальными грамотами.                                                                                               |
| VII   | 14—19 апреля 2002 | Псков            | Впервые был проведён конкурс знатоков русского языка. В олимпиаде участвовали 175 старшеклассников из 57 регионов России, а также с Байконура. |
| VIII  | 13—19 апреля 2003 | Вологда          | В Вологде состязались 250 участников из 69 регионов. Оба тура олимпиады состоялись в вологодской средней школе № 8. |
| IX    | 18—24 апреля 2004 | Нижний Новгород  | Проходила на базе Нижегородского государственного университета имени Н. И. Лобачевского. Участие в соревновании приняли 207 школьников из 63 субъектов федерации. |
| X     | 17—22 апреля 2005 | Орёл             | |
| XI    | 9—15 апреля 2006  | Воронеж          | Проходила на базе Воронежского государственного педагогического университета. В соревновании участвовали 245 школьников из 67 регионов России. |
| XII   | 15—21 апреля 2007 | Великий Новгород | Олимпиада заняла место среди мероприятий Года русского языка в Великом Новгороде наряду с добровольным общегородским диктантом. Проходила на базе Новгородского государственного университета имени Ярослава Мудрого и приняла 289 школьников из 78 субъектов федерации. Все туры соревнования принимала средняя общеобразовательная школа № 13 с углубленным изучением литературы и информатики. |
| XIII  | 7—14 апреля 2008  | Кисловодск       | Проходила на базе ГОУ ВПО «Ставропольский государственный университет». В олимпиаде приняли участие 297 школьников из 75 регионов России. |
| XIV   | 20—25 апреля 2009 | Брянск           | Олимпиада проходила на базе Брянского государственного университета имени академика И. Г. Петровского. |
| XV    | 11—17 апреля 2010 | Орёл             | Проведение олимпиады обеспечил Орловский государственный университет. Участие в соревновании приняли более 170 школьников. |
| XVI   | 15—21 апреля 2011 | Ульяновск        | Олимпиада проходила на базе Ульяновского государственного университета. |
| XVII  | 16—22 апреля 2012 | Брянск           | Олимпиада проходила на базе БГУ имени И. Г. Петровского. |
| XVIII | 15—21 апреля 2013 | Санкт-Петербург  | Олимпиада проходила на базе РГПУ имени А. И. Герцена. |
| XIX   | 6—12 апреля 2014  | Кисловодск       | Олимпиада проходила на базе Северо-Кавказского федерального университета. |
| XX    | 17—23 апреля 2015 | Сочи             | Олимпиада проходила на базе Кубанского государственного университета. |
| XXI   | 16—22 апреля 2016 | Курск            | Олимпиада проходила на базе Курского государственного университета. |
| XXII  | 17—23 апреля 2017 | Смоленск         | Олимпиада проходила на базе Смоленского государственного университета. |
| XXIII | 9—14 апреля 2018  | Великий Новгород | Олимпиада проходила на базе Новгородского государственного университета имени Ярослава Мудрого. |
| XXIV  | 1—6 апреля 2019   | Москва           | Олимпиада проходила на базе РУДН. |
| XXV   | 7—14 апреля 2021  | Уфа              | Олимпиада проходила на базе БГПУ имени М. Акмуллы. |
| XXVI  | 10—17 апреля 2022 | Волгоград        | Олимпиада проходила на базе Волгоградского государственного социально-педагогического университета. |
| XXVII | 17—23 апреля 2023 | Екатеринбург     | Олимпиада проходила на базе МБОУ СОШ №1 г. Екатеринбург. |

В 2020 году финальный этап не был проведён.
Поначалу в число внеконкурсных заданий, выполняемых участниками, входило устное монологическое выступление (II олимпиада) или аргументированный спор (III олимпиада). Позже, к примеру в рамках VI олимпиады, проводился конкурс «Юный златоуст», в ходе которого участники готовили устные выступления, в том числе о судьбах языка. Иногда проходили конкурсы рефератов (в частности, на VII олимпиаде конкурс был посвящён лингвистическому краеведению — биографиям языковедов и местным особенностям языка). Внеконкурсные задания отличались разнообразием: так, на VII олимпиаде были проведены конкурсы по выбору гимна и герба соревнования. С десятой по тринадцатую олимпиады проводился устный тур.
| Статистика заключительных этапов олимпиад | Статистика заключительных этапов олимпиад | Статистика заключительных этапов олимпиад | Статистика заключительных этапов олимпиад | Статистика заключительных этапов олимпиад | Статистика заключительных этапов олимпиад |
| Олимпиада                                 | Класс                                     | Число участников                          | Дипломы I степени                         | Дипломы II степени                        | Дипломы III степени                       |
| ----------------------------------------- | ----------------------------------------- | ----------------------------------------- | ----------------------------------------- | ----------------------------------------- | ----------------------------------------- |
| VI                                        | 9                                         | 58                                        | 0                                         | 2                                         | 3                                         |
| VI                                        | 10                                        | 61                                        | 1                                         | 2                                         | 3                                         |
| VI                                        | 11                                        | 59                                        | 2                                         | 2                                         | 3                                         |
| VII                                       | 9                                         |                                           | 1                                         | 2                                         | 2                                         |
| VII                                       | 10                                        |                                           | 1                                         | 0                                         | 3                                         |
| VII                                       | 11                                        |                                           | 2                                         | 2                                         | 3                                         |
| IX                                        | 9                                         |                                           | 2                                         | 2                                         | 2                                         |
| IX                                        | 10                                        |                                           | 2                                         | 2                                         | 3                                         |
| IX                                        | 11                                        |                                           | 3                                         | 3                                         | 3                                         |
| X                                         | 9                                         |                                           | 3                                         | 3                                         | 4                                         |
| X                                         | 10                                        |                                           | 3                                         | 3                                         | 5                                         |
| X                                         | 11                                        |                                           | 4                                         | 3                                         | 3                                         |
| XI                                        | 9                                         |                                           | 4                                         | 6                                         | 10                                        |
| XI                                        | 10                                        |                                           | 6                                         | 13                                        | 20                                        |
| XI                                        | 11                                        |                                           | 8                                         | 18                                        | 25                                        |
| XII                                       | 9                                         |                                           | 4                                         | 8                                         | 8                                         |
| XII                                       | 10                                        | 100                                       | 4                                         | 6                                         | 10                                        |
| XII                                       | 11                                        |                                           | 5                                         | 13                                        | 20                                        |
| XIII                                      | 9                                         | 83                                        | 5                                         | 10                                        | 15                                        |
| XIII                                      | 10                                        | 104                                       | 4                                         | 6                                         | 11                                        |
| XIII                                      | 11                                        | 110                                       | 5                                         | 10                                        | 15                                        |
| XIV                                       | 9                                         |                                           | 4                                         | 10                                        | 10                                        |
| XIV                                       | 10—11                                     |                                           | 10                                        | 37                                        | 37                                        |
| XV                                        | 9                                         | 54                                        | 3                                         | 14                                        | 14                                        |
| XV                                        | 10                                        | 70                                        | 4                                         | 19                                        | 19                                        |
| XV                                        | 11                                        | 63                                        | 9                                         | 24                                        | 24                                        |
| XVI                                       | 9                                         | 46                                        | 2                                         | 14                                        | 14                                        |
| XVI                                       | 10                                        | 70                                        | 7                                         | 21                                        | 21                                        |
| XVI                                       | 11                                        | 95                                        | 7                                         | 22                                        | 22                                        |
| XIX                                       | 9                                         | 65                                        | 4                                         | 15                                        | 15                                        |
| XIX                                       | 10                                        | 84                                        | 8                                         | 14                                        | 14                                        |
| XIX                                       | 11                                        | 72                                        | 5                                         | 20                                        | 20                                        |

## Этапы олимпиады
Согласно Положению о Всероссийской олимпиаде школьников, выделяются следующие этапы олимпиады:
- школьный — организуется образовательными учреждениями; проводится в октябре; участие в нём могут принимать желающие учащиеся 5—11 классов образовательных учреждений;
- муниципальный — организуется органами местного самоуправления в сфере образования; проводится в ноябре — декабре; участие в нём могут принимать учащиеся 7—11 классов образовательных учреждений, ставшие победителями и призёрами предыдущего этапа;
- региональный — организуется органами государственной власти субъектов Российской Федерации в сфере образования; проводится в январе — феврале; участие в нём могут принимать учащиеся 9—11 классов образовательных учреждений, ставшие победителями и призёрами предыдущего этапа;
- заключительный — организуется Федеральным агентством по образованию; проводится в апреле; помимо победителей и призёров предыдущего этапа олимпиады, в заключительном этапе принимают участие победители и призёры заключительного этапа прошлого года, если они по-прежнему обучаются в образовательных учреждениях.

### Заключительный этап

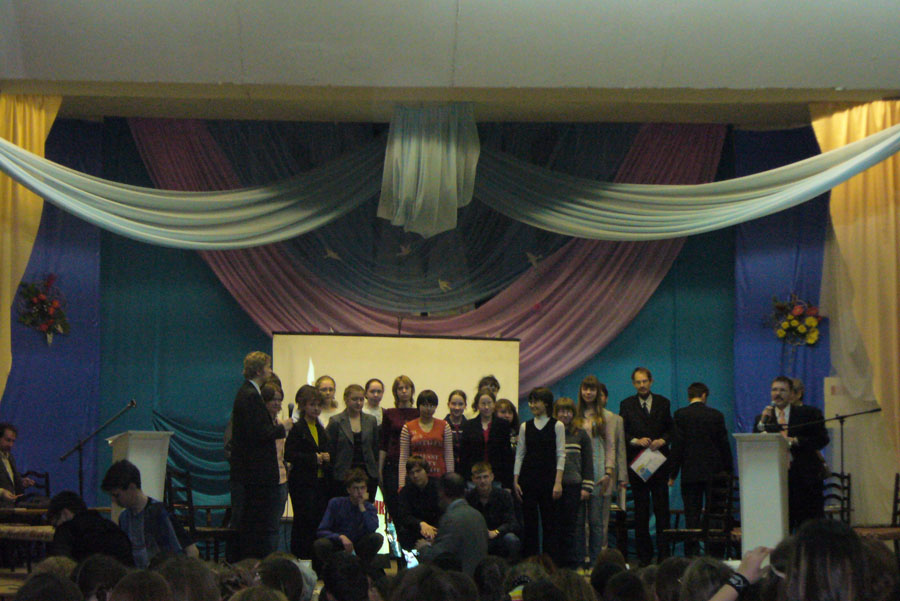
Участники финального тура конкурса знатоков русского языка XII Всероссийской олимпиады школьников по русскому языку. Справа от участников — члены Центральной методической комиссии олимпиады: Андрей Владимирович Григорьев (у микрофона) и Дмитрий Григорьевич Демидов. Великий Новгород, 20 апреля 2007 года

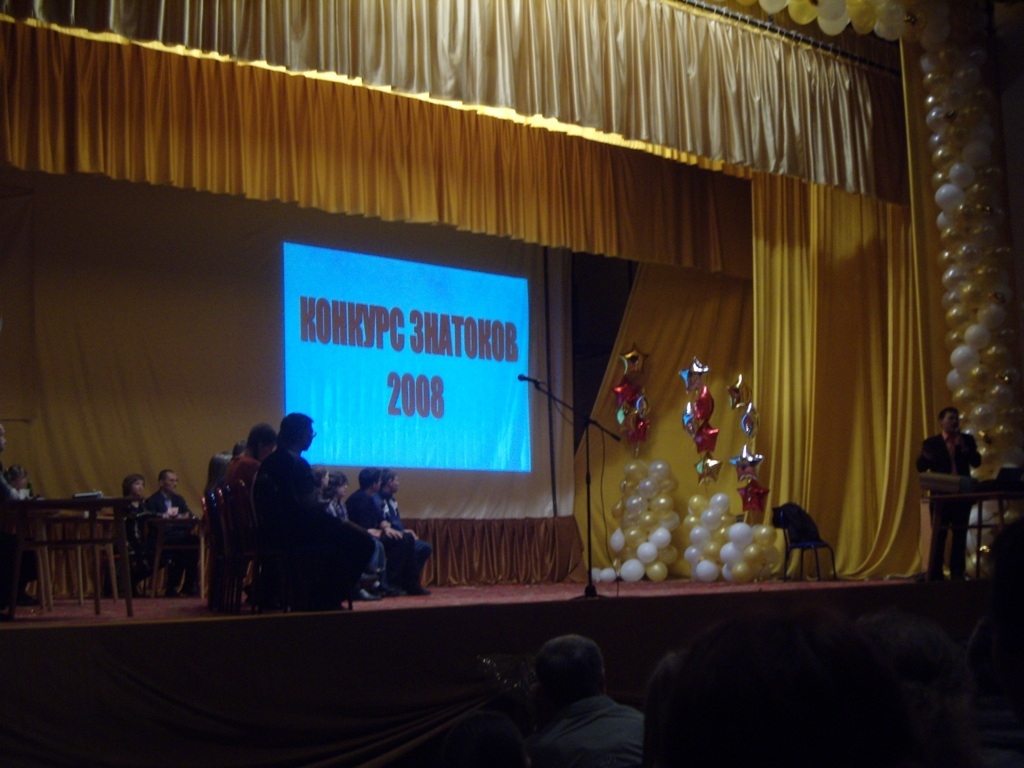
Финальный тур конкурса знатоков русского языка XIII Всероссийской олимпиады школьников по русскому языку. Кисловодск, 12 апреля 2008 года

До 2008 года заключительный этап олимпиады состоял из двух туров:
- первый тур — письменный. Предполагал выполнение заданий, связанных с пониманием конкретных фактов языка и проявлением творческих способностей, включал в себя блок заданий по истории и современному состоянию языка, а также перевод древнерусского текста и написание эссе;
- второй тур — устный. Проверял «умение создавать устное аргументированное высказывание на предложенную тему»[2]. Победители и призёры олимпиады определялись раздельно среди участников — учащихся 9, 10, 11 классов.

В 2009 году структура заключительного этапа изменилась. Все задания требовали исключительно письменного выполнения, первый тур олимпиады проводился в течение одного дня, а не двух, как ранее. Среди участников из 10 и 11 классов проводился общий конкурс. В регламент олимпиады была введена процедура апелляции по результатам проверки заданий, сформирована апелляционная комиссия. Тем не менее, было сохранено существовавшее ранее  положение о том, что участники не «отсеиваются» по результатам I тура.
Существуют и дополнительные конкурсы, не связанные с основным состязанием — конкурс знатоков русского языка, включающий в себя нестандартные лингвистические задания и проводимый в два тура, и конкурс поэтов (в 2009 году проведён не был, однако состоялся конкурс чтецов). Участие в них не является обязательным. Отмечается, что в 2013 году интерес участников к обоим конкурсам охладел. В 2014 году конкурс поэтов не проводился, а «Конкурс знатоков русского языка» прошёл в новом формате (в один тур, при этом очерёдность вопросов, которые были поделены на 2 группы по степени сложности, выбирали сами школьники) и вновь вызвал повышенный интерес у участников.
На олимпиадах последних лет проводится ставший уже традиционным конкурс «Скобовтык». Скобовтык — это русский аналог слова «степлер». Собственно, суть конкурса и состоит в составлении русских аналогов предложенным словам. К примеру, на XX, юбилейной, олимпиаде в Сочи участникам предлагалось заменить русскими аналогами слова «хипстер» и «флешмоб». Из многочисленных остроумных вариантов были выбраны лучшие. Николай Филиппов (Москва) предложил аналог «хипстеру» — «брадынебрей», а Алина Дабаева из Северной Осетии для слова «флешмоб» предложила варианты: «вместепрыг», «хоромтоп», «разомдвиг».
Отборочный тур конкурса знатоков русского языка проводится в письменной форме. Участие в нём могут принять 1—2 представителя от каждого региона. На финальный тур приглашаются участники письменного, проявившие себя лучше других (15—20 школьников). Прочие участники конкурса, а также другие представители команд регионов и сопровождающие могут наблюдать за проведением финального тура из зрительного зала.
Помимо участия в названных конкурсах, для школьников традиционно организуется экскурсионная программа, для сопровождающих проводятся круглые столы. Также производится разбор заданий олимпиады с разъяснением критериев оценки и представлением верных вариантов выполнения заданий.

## Задания

### Школьный этап
Задания школьного этапа олимпиады разрабатываются предметно-методическими комиссиями муниципального этапа с учётом методических рекомендаций Центральной методической комиссии.

### Муниципальный этап
Задания муниципального этапа разрабатываются предметно-методическими комиссиями регионального этапа с учётом методических рекомендаций Центральной методической комиссии. Данные рекомендации гласят, что в процессе выполнения заданий школьного этапа учащиеся должны продемонстрировать знания в области орфоэпии и орфографии, семантики, фразеологии, морфологии и синтаксиса русского языка, истории русского языкознания, а также творческие способности. В число заданий могут включаться тесты, лингвистические задачи, анализ текста. По уровню сложности задания «опираются на школьную программу».
Методическими рекомендациями по разработке требований к проведению школьного и муниципального этапов всероссийской олимпиады школьников по русскому языку в 2010/2011 учебном году допускалось проведение в рамках школьного и муниципального этапов олимпиады дополнительных соревнований, таких как конкурсы ораторов, турниры поэтов, защита рефератов, не влияющих на результаты олимпиады.

### Региональный этап
Задания регионального этапа разрабатываются непосредственно Центральной методической комиссией по русскому языку Всероссийской олимпиады школьников.
В 2008/2009 учебном году инструкция по проведению регионального этапа предписывала провести соревнование в один тур продолжительностью в четыре академических часа по 11 заданиям. Задания были ориентированы на проверку знания материала школьной программы, а также выявление лингвистической эрудиции, языковой интуиции, навыков логического рассуждения. Проверка работ должна была осуществляться группами по 2 члена жюри на каждое задание, в спорных случаях обращающимися к председателю жюри.

### Заключительный этап
Задания заключительного этапа разрабатываются Центральной методической комиссией по русскому языку.
В 2009 году заключительный этап состоял из 2 туров продолжительностью по 4 академических часа. Первый тур для учащихся 9-х классов состоял из 11 заданий, для учащихся 10—11 классов — из 12 заданий. Второй тур включал в себя перевод текста из произведений древнерусской литературы и написание эссе. Процедура проверки была аналогична описанной выше для регионального этапа, при этом для оценки каждого задания использовалась заранее разработанная шкала. Результаты туров суммировались.

## Влияние олимпиады
Поскольку русский язык включён в перечень предметов, по которым проводятся всероссийские олимпиады школьников, победители и призёры заключительного этапа олимпиады без вступительных испытаний принимаются в государственные и муниципальные образовательные учреждения среднего и высшего профессионального образования в соответствии с профилем олимпиады, а также награждаются премиями для поддержки талантливой молодёжи в рамках приоритетного национального проекта «Образование». Один из авторов концепции заключительного этапа олимпиады Л. И. Скворцов отмечает, что многие старшеклассники, удостоенные дипломов олимпиады, продолжают обучение по филологическим специальностям, а некоторые из них участвуют в проведении олимпиад уже в качестве руководителей делегаций регионов.

## Персоналии

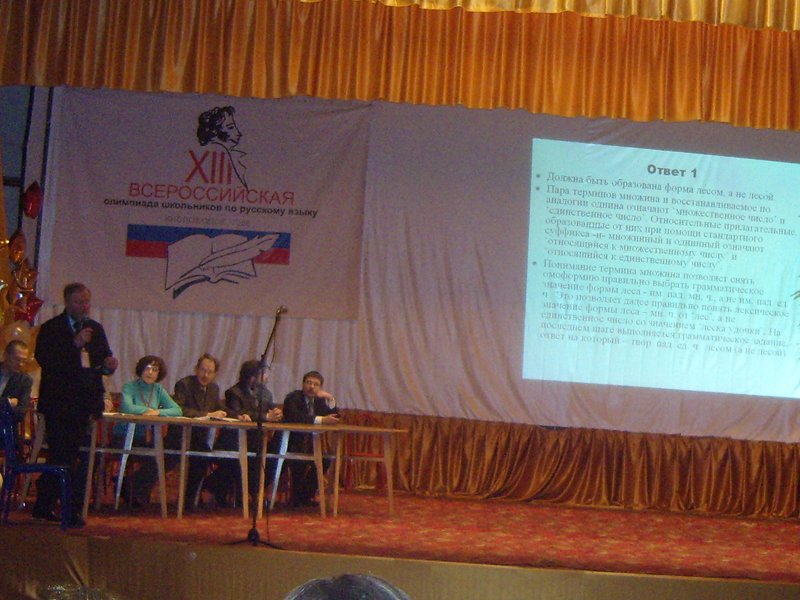
А. М. Камчатнов (слева) осуществляет разбор одного из заданий XIII Всероссийской олимпиады школьников по русскому языку. Кисловодск, 13 апреля 2008 года

- Николай Максимович Шанский (1922—2005) — доктор филологических наук, действительный член РАО, главный редактор журнала «Русский язык в школе», один из инициаторов проведения олимпиады.
- Лев Иванович Скворцов (1934—2014) — доктор филологических наук, профессор московского Литературного института имени А. М. Горького, писатель[55], председатель жюри I—X олимпиад[3].
- Александр Михайлович Камчатнов — заведующий кафедрой русского языка и стилистики ФГБОУ ВПО «Литературный институт имени А. М. Горького», доктор филологических наук, профессор[56], председатель Центральной методической комиссии по русскому языку Всероссийской олимпиады школьников (2006—2010), председатель жюри Заключительного этапа Всероссийской олимпиады школьников по русскому языку (2006—2010). Является также редактором сборника материалов олимпиад 2003—2010 годов.
- Андрей Владимирович Григорьев — профессор кафедры общего языкознания ФГБОУ ВПО «Московский педагогический государственный университет», доктор филологических наук[56], председатель Центральной методической комиссии по русскому языку Всероссийской олимпиады школьников (с 2011 по настоящее время), председатель жюри Заключительного этапа Всероссийской олимпиады школьников по русскому языку (с 2011 по настоящее время). Является также редактором сборника материалов олимпиад с 2011 г.[57]
- Лидия Макаровна Рыбченкова — заслуженный учитель России, заведующая редакцией русского языка издательства «Просвещение», один из авторов учебника по русскому языку для 10—11 классов общеобразовательных школ, сборника экзаменационных материалов для 9-х классов[58], член Центральной методической комиссии по русскому языку Всероссийской олимпиады школьников.